# Мадаваска (озеро, графство Хелибартон)
Мадаваска (англ. Madawaska Lake) — озеро в графстве Хелибартон канадской провинции Онтарио, на территории Алконгинского провинциального парка.
Озеро получает питание от ручьев и небольших озёр, самыми крупными из которых являются озёра Герман и Литтл-Герман. Сток из северо-восточного угла озера по реке Саут-Мадаваска через озёра Глайдгейл и Пен в реку Мадаваска (бассейн залива Святого Лаврентия).